# 吉高氏
吉高氏（よしたかし）は、日本の氏族。本姓は源氏。家系は清和源氏庶流河内源氏の傍系・甲斐源氏の流れで信濃国守護・小笠原氏の一門・小笠原光冬を祖とする出羽国北浦郡楢岡城主・楢岡氏の支流にあたる。

## 概要
吉高氏は楢岡光信の四男・盛信を祖とし、新庄藩家老・吉高勘解由らを輩出した。
また、吉高氏の一門も藩士として多く取りたてられ、新庄藩士の記録である、『戸沢家中分限帳』には吉高宇蔵、吉高常右衛門、吉高織江、吉高文次郎、吉高健次郎ら藩士の存在が確認される。なお、同じく新庄藩士である、安島氏の記録には、吉高沢右衛門の次男が安島五左衛門の養子となるとある。